# 科利塞茨
49°46′31″N 26°19′48″E / 49.77528°N 26.33000°E
科利塞茨（羅馬化：Kolisets）是位於烏克蘭西部的村莊，由赫梅利尼茨基州赫梅利尼茨基區的泰奧菲波爾市鎮負責管轄。該村始建於1511年，面積1.27平方公里，海拔高度288米，2001年人口529，人口密度每平方公里418.2人。